# Maharda
Maharda, Mharda ali Muharda  (arabsko محردة‎ Maḥarda) je mesto ob reki Oront v severni Siriji približno 23 km severno od Hame. Po podatkih sirskega Centralnega urada za statistiko je imela leta 2004 17.578 prebivalcev, leta 2010 pa  22.442 prebivalcev (ocena). Prebivalci so večinoma kristjani.  Zaposleni so predvsem v  poljedelstvu, industriji in trgovini. Stopnja izobrazbe je visoka. 
Podnebje v Mahardi je poleti zmerno, pozimi pa včasih pade sneg.
3 km severno od Maharde sta bil na Orontu nedavno zgrajena jez in hidroelektrarna.
Maharda je bila ustanovljena v helenističnem obdobju okoli leta 300 pr. n. št. Najpomembnejša arheološka najdba iz tega obdobja je tempelj s kamnitimi vrati in stebri s korintskimi kapiteli, ki je bil kasneje preurejen v cerkev.
V mestu sta bila rojena patriarh Ignacij IV. Antioški in atlet Ghada Shouaa, prvi sirski osvajalec zlate olimpijske medalje.
Med sirsko državljansko vojno je bila Maharda cilj napadov uporniške skupine Jajš al-Izza (Vojska ponosa), ki so jo podpirale Združene države Amerike, vendar je ostala pod kontrolo vladnih sil. Napadi na Mahardo so se ponovno okrepili med ofenzivo na Hamo leta 2017.